# Реконкиста (град)
За отвоюването на Пиренейския полуостров от християните вижте Реконкиста.
Реконкиста (на испански: Reconquista) е град в Североизточна Аржентина. Разположен е близо до река Парана в провинция Санта Фе. Основан е на 27 април 1872 г. Има жп гара, от която на север може да се пътува до град Ресистенсия, а на юг до град Санта Фе. Население 66 187 жители от преброяването през 2001 г.

## Личности, свързани с Реконкиста
- Габриел Батистута (р.1969), аржентински футболист

## Побратимени градове
- Албасете, Испания